# 哈梅爾 (伊利諾伊州)
哈梅爾（英語：Hamel）是位於美國伊利諾伊州麥迪遜縣的一個村落。

## 地理
哈梅爾的座標為38°53′15″N 89°50′38″W / 38.88750°N 89.84389°W，而該地最高點為海拔高度167米（即548英尺）。

## 人口
根據2010年美國人口普查的數據，哈梅爾的面積為2.99平方千米，當中陸地面積為2.97平方千米，而水域面積為0.02平方千米。當地共有人口816人，而人口密度為每平方千米272人。